# Teleprinter
Teleprinter je elektromehanska naprava, ki se lahko uporablja za pošiljanje in sprejemanje tipkanih sporočil prek različnih komunikacijskih kanalov od točke do točke ter od točke do več točk. Uporabljati so se začeli po letu 1887 na področju telegrafije, ki se je razvila v tridesetih in štiridesetih letih devetnajstega stoletja.   Pri prvih računalnikih so predstavljali uporabniški vmesnik za pošiljanje vnesenih podatkov v računalnik in tiskanje odgovora. Nekateri modeli so omogočali izdelavo in branje luknjanega traku na katerega so shranjevali podatke za pošiljanje in tiskanje. 
Teleprinterji lahko uporabljajo različne komunikacijske medije. To je lahko par žic priključenih v omrežje ali pa komunikacija poteka brezžično preko mikrovalovnih povezav (telex-on-radio ali TOR). Teleprinter priključen na modem lahko komunicira tudi preko javnega telefonskega omrežja. To konfiguracijo so pogosto uporabljali za povezavo teleprinterjev z oddaljenimi računalniki.
Teleprinterje so danes večinoma nadomestili popolnoma elektronski računalniški terminali, ki imajo običajno namesto tiskalnika računalniški monitor (izraz "TTY" se še vedno občasno uporablja v sistemih Unix). Danes teleprinterje še vedno uporabljajo v letalski industriji (glej AFTN in teleprinterski letalski sitem) ter različne naprave za komunikacijo z gluhimi osebami.

## Zgodovina
Teleprinter se je razvil skozi vrsto izumov številnih inženirjev med katerimi so bili: Samuel Morse, Alexander Bain, Royal Earl House, David Edward Hughes, Emile Baudot, Donald Murray, Charles L. Krum, Edward Kleinschmidt in Frederick G. Creed. Teleprinterji so bili razviti z namenom pošiljanja in prejemanja sporočil brez potrebe po operaterjih usposobljenih za uporabo morsejeve kode. Sistem dveh teleprinterjev z enim operaterjem, usposobljenim za uporabo tipkovnice, je nadomestil dva usposobljena operaterja z znanjem morsejeve kode. Teleprinterski sistem je izboljšal hitrost in čas dostave sporočil tako, da je bilo mogoče sporočila prenašati na velike razdalje z malo ročnega posredovanja. 
Do razvoja teleprinterja je pripeljalo več iznajdb na obeh straneh Atlantika. Leta 1835 je Samuel Morse zasnoval snemalni telegraf s čimer je nastala Morsejeva koda.  Morsejev inštrument je s pomočjo toka izpodrinil armaturo elektromagneta, ki je premikal marker, ter tako zapisoval prekinitve toka. Cooke & Wheatstone sta leta 1837 prejela britanski patent, ki je zajemal področje telegrafije, leta 1840 pa še drugega v katerem je bil opisan tipkarski telegraf z jeklenimi tiskarskimi črkami, ki so s pomočjo električnega mehanizma udarjale po karbonskem papirju ta pa je puščal odtise rimskih črk na pomičnem papirju. Leta 1841 je Alexander Bain zasnoval elektromagnetni tiskarski telegraf. Uporabljal je električne impulze ustvarjene z vrtenjem gumba nad kontaktnimi točkami, da je sprostil in ustavil tipkarsko kolo, ki ga je obračal urni mehanizem na osnovi teže. Drugi urni mehanizem je zavrtel boben, prekrit z listom papirja in ga počasi premikal navzgor tako, da je tipkarsko kolo tiskalo signale v spirali. Ključna težava je bila sinhrono delovanje oddaje in sprejema. Bain je to skušal doseči z uporabo centrifugalnih regulatorjev za natančno uravnavanje hitrosti urnega mehanizma. Patentiran je bil skupaj z drugimi napravami 21. aprila 1841. 
Do leta 1846 je med Washingtonom DC in New Yorkom začel delovati morsejev telegraf. Royal Earl House je istega leta patentiral svoj tiskarski telegraf. Dve 28-tipkovni klaviaturi v obliki klavirskih tipk je povezal z žico. Vsaka klavirska tipka je predstavljala črko abecede in je ob pritisku povzročila, da se je ustrezna črka natisnila na sprejemnem koncu. Tipka "shift" je vsaki tipki dala dve možni izbiri. 56-znakovno kolo na oddajnem koncu je bilo sinhronizirano s podobnim kolesom na sprejemnem koncu. Če je bila na oddajni postaji pritisnjena tipka, ki ustreza določenemu znaku, je to sprožilo znakovno kolo na sprejemni postaji, ravno ko se je isti znak premaknil v položaj za tiskanje, na podoben način kot (mnogo kasneje) tiskalnik s črkami v obliki marjetice. To je bil primer sinhronega prenosa podatkov. Houseova oprema je lahko prenašala približno 40 besed na minuto vendar jo je bilo težko izdelati v velikem obsegu. Tiskalnik je lahko kopiral in natisnil do 2000 besed na uro. Ta izum je bil prvič uporabljen in razstavljen na Mehanskem inštitutu v New Yorku leta 1844.
Stacionarni teleprinter je začel delovati leta 1849, ko je bila vzpostavljena povezava med Philadelphio in New Yorkom. 
Leta 1855 je David Edward Hughes predstavil izboljšan stroj zgrajen na osnovi stroja Royal Earl House. V manj kot dveh letih so se številna majhna telegrafska podjetja v zgodnjih fazah razvoja, vključno z Western Unionom, združila in ustanovila eno veliko korporacijo - Western Union Telegraph Co. 
V Franciji je Émile Baudot leta 1874 zasnoval sistem s pet-delno kodo, ki se je v tej državi začel pogosto uporabljati od leta 1877. Britanska pošta je leta 1897 sprejela sistem Baudot za uporabo na simpleksnem omrežju med Londonom in Parizom, nato pa je v svojih celinskih telegrafskih storitvah precej uporabila dupleksne sisteme Baudot. 
Leta 1901 je Baudotovo kodo spremenil Donald Murray (1865–1945, prvotno z Nove Zelandije), kar je spodbudilo razvoj njegove tipkovnice podobne pisalnim strojem. V sistemu Murray je bil uporabljen vmesni korak, perforator za tipkovnico, ki je operaterju omogočil prebijanje papirnatega traku in oddajnik za pošiljanje sporočila z udarnega traku. Na sprejemnem koncu vrstice bi se tiskalni mehanizem tiskal na papirni trak in / ali z reperforatorjem lahko naredili perforirano kopijo sporočila.  Ker ni bilo več neposredne korelacije med premikanjem roke operaterja in prenesenimi biti, ni bilo zaskrbljenosti glede urejanja kode, da bi zmanjšali utrujenost operaterja, in namesto tega je Murray zasnoval kodo, da bi minimaliziral obrabo stroja, dodelitev kombinacij kod z najmanj luknjanih lukenj najpogosteje uporabljenih znakov . Murrayjeva koda je uvedla tudi tisto, kar je postalo znano kot "efektorji formata" ali " kontrolni znaki " - kodi CR (Carriage Return) in LF (Line Feed). Nekaj Baudotovih kod se je premaknilo na mesta, kjer so ostali od takrat: NULL ali BLANK in DEL koda. NULL / BLANK je bil uporabljen kot nedejavna koda, kadar ni bilo poslanih nobenih sporočil. 
Leta 1902 je v ZDA elektroinženir Frank Pearne stopil k Joy Morton, vodji podjetja Morton Salt, in iskal sponzorja za razvoj tiskarskega telegrafa. Joy Morton se je pred vlaganjem v raziskave posvetovala s strojnim inženirjem Charlesom L. Krumom, ki je bil podpredsednik Western Cold Storage Company. Krum je želel pomagati Pearnu, zato so laboratorij postavili na podstrešju podjetja. Frank Pearne je po enem letu izgubil zanimanje za projekt in odšel ter se posvetil poučevanju. Krum je bil pripravljen nadaljevati pearnejevo delo in avgusta 1903 je bil vložen patent za teleprinterski tiskalnik.  Leta 1904 je Krum vložil patent za telegrafski stroj za tiskanje s kolesom  ki je bil izdan avgusta 1907. Leta 1906 se je sin Charlesa Kruma, Howard Krum, pridružil očetu pri tem delu. Howard je bil tisti, ki je razvil in patentiral način sinhronizacije start-stop za kodne telegrafske sisteme, kar je omogočilo praktično izdelavo teleprinterja. 
Leta 1908 je podjetje Morkrum (ustanovila sta ga Joy Morton in Charlesom Krumom) izdelalo delujoči teleprinter z imenom Morkrum Printing Telegraph, ki je bil preizkušen na relaciji Čikago - Alton. Leta 1910 je podjetje Morkrum Company za podjetje Postal Telegraph Company razvilo in zgradilo prvi komercialni teleprinterski sistem med mestoma Boston in New York.  
Leta 1916 je Edward Kleinschmidt vložil patentno prijavo za tiskalnik, ki tiska na list papirja.  Leta 1919 je Kleinschmidt kmalu po tem, ko je podjetje Morkrum pridobilo patent za način sinhronizacije start-stop za kodne telegrafske sisteme kar je omogočilo praktično izdelavo teleprinterja, vložil patent z naslovom "Metode in naprave za upravljanje tiskarskih telegrafov"  ki je vključevala izboljšano metodo start-stop.  Osnovni postopek delovanja start-stop je veliko starejši od izumov Kleinschmidta in Morkruma. Predlagal ga je že D'Arlincourt leta 1870. 
Namesto, da bi zapravljala čas in denar v patentnih sporih o metodi start-stop, sta se Kleinschmidt in Morkrum leta 1924 odločila združiti in ustanoviti podjetje Morkrum-Kleinschmidt. Novo podjetje je najboljše lastnosti obeh strojev združilo v nov tiskalnik s kolesom, za katerega sta Kleinschmidt, Howard Krum in Sterling Morton skupaj pridobila patent. 
Leta 1924 je britansko podjetje Creed &amp; Company, ki ga je ustanovil Frederick G. Creed, vstopilo na trg teleprinterjev s svojim modelom 1P, ki je tiskal strani, tega je kmalu nadomestil izboljšani model 2P. Leta 1925 je Creed pridobil patente za murrayjevo kodo, ki je racionalizirana baudotova koda. Tračni tiskalnik Model 3, prvi Creedov kombinirani stroj start-stop, je bil uveden leta 1927 za poštne telegrafske storitve. Ta naprava je natisnila prejeta sporočila neposredno na gumirani papirni trak s hitrostjo 65 besed na minuto. Creed je razvil tudi luknjalnik za tipkovnico, ki je s stisnjenim zrakom luknjal papirnati trak. Razvil je tudi bralnik luknjic na papirju ter tiskalnik. Luknjalnik je dohodne Morsejeve signale v obliki luknjic zabeležil na papirnem traku, tiskalnik pa ga je dekodiral, tako da je na navadnem papirju ustvaril alfanumerične znake. Od tod izvira sistem za hitro samodejno tiskanje Creed, ki je lahko deloval z izjemnimi 200 besedami na minuto. Njegov sistem je sprejel časopis Daily Mail za dnevno prenašanje novic. Tiskalnik za tiskanje strani Creed Model 7 je bil predstavljen leta 1931 in je bil uporabljen za storitev Telex. Deloval je s hitrostjo 50 baudov (koda, ki temelji na murrayjevi kodi), približno 66 besed na minuto.
Leta 1928 so sitem teleprinterjev začeli uporabljati urad za svetilnike, letalske družbe in letališča za prenašanje administrativnih sporoči, informacij o letih ter vremenskih poročil.  Do leta 1938 se je omrežje teleprinterja, ki se je uporabljalo za posredovanje vremskih informacij, razširilo na več kot 20.000 milj in je zajelo vseh 48 zveznih držav, razen Mainea, New Hampshira in Južne Dakote. 

## Načini uporabe teleprinterjev
Obstajalo je pet glavnih omrežij teleprinterjev:
- Izmenjevalna sistema, kot sta Telex in TWX, sta ustvarila sočasno povezavo med dvema strojema, tako da se je vse, vneseno besedilo na enem računalniku takoj pojavilo na drugem koncu. Sistemi ZDA in Združenega kraljestva so imeli telefonske klicne številke, pred letom 1981 pa je bilo za uporabo teleprinterja rezerviranih pet območnih kod za severnoameriški načrt številčenja (NANPA). Nemški sistem je omogočal klicanje preko tipkovnice in "klepet" v realnem času. Ker pa se je uporaba omrežja zaračunavala časovno je bilo zaradi visokih stroškov priporočeno, da se sporočila vnaprej pripraviti na papirnatem traku in se pošlje brez premorov za tipkanje.
- Omrežja najetih linij in radiorelejne teleprinterske povezave razporejena v konfiguracijah od točke do točke in / ali več točk so podpirale aplikacije za obdelavo podatkov za vlado in industrijo s čimer se je povečal pretok informacij znotraj organizacije. Sistem se je uporabljal na področju računovodstva, upravljanja, nabavi, prodaji, odpremi,...kot so integracija računovodskih, obračunskih, upravljavskih, proizvodnih, nabavnih, prodajnih, odpremnih in sprejemnih oddelkov
- Sistem sporočil je bil zgodnja oblika e-pošte z uporabo elektromehanske opreme. Glej:Telegram, Western Union, načrt 55-A . Vojaške organizacije so imele podobne vendar ločene sisteme tak primer je Autodin .
- Oddajni sistemi, kot so distribucija vremenskih informacij in dnevnih novic. Sistem so uporabljali Associated Press, National Weather Service, Reuters in United Press (kasneje UPI). Informacije so bile natisnjene na teleprinterjih, ki so samo prejemali, naprave so bile brez tipkovnic ali številčnic.
- Sistem zanke "Loop", informacija vnesena na katerem koli stroju se natisne na vseh strojih. Sistem je uporabljala ameriška policija. [21]

## Delovanje teleprinterja
Večina teleprinterjev je uporabljala 5- bitno mednarodno abecedo št. 2 (ITA2). To je nabor znakov omejilo na 32 kod (2 5 = 32). Za vnos številk in posebnih znakov je bilo treba uporabiti tipko za pomik "FIGS" (za "figure"). Posebne različice teleprinterjev so imele znake FIGS za posebne aplikacije, na primer vremenske simbole za vremenska poročila. Kakovost tiska je bila po sodobnih standardih slaba. Koda ITA2 je bila uporabljena asinhrono z bitoma za zagon in zaustavitev: zasnova asinhrone kode je bila tesno povezana z elektro-mehansko zasnovo tele-tiskalnikov start-stop. (Zgodnji sistemi so uporabljali sinhrone kode, vendar jih je bilo težko mehansko sinhronizirati). Uvedene so bile tudi druge kode, kot sta FIELDATA in Flexowriter, vendar nikoli niso postale tako priljubljene kot ITA2.
<i id="mwzw">Oznaka</i> in <i id="mw0A">presledek</i> sta izraza, ki opisujeta logične ravni v vezjih teleprinterjev. Izvorni način komunikacije za teleprinter je preprosto serijsko enosmerno vezje, ki je prekinjeno, tako kot vrtljivi gumb prekine telefonski signal. Pogoj označevanja je, ko je vezje zaprto (tok teče), pogoj razmika pa, ko je tokokrog odprt (tok ne teče). Stanje "nedejavnosti" vezja je neprekinjeno stanje označevanja, pri čemer je začetek znaka označen z "zagonskim bitom", ki je vedno presledek. Po začetnem bitu je znak predstavljen s fiksnim številom bitov, na primer 5 bitov v kodi ITA2, od katerih je vsak znak ali presledek za označevanje določenega znaka ali funkcije stroja. Po bitnih bitjih znaka pošiljalna naprava pošlje enega ali več stop bitov. Zaporni bitje so označeni tako, da se razlikujejo od naslednjih zagonskih bitov. Če pošiljatelj nima več kaj poslati, vrstica preprosto ostane v stanju označevanja (kot da nadaljnja serija zaustavitvenih bitov), dokler poznejši presledek ne označi začetka naslednjega znaka. Čas med znaki ni nujno večkratnik bitnega časa, vendar mora biti vsaj najmanjše število zaustavitvenih bitov, ki jih zahteva sprejemna naprava.
Ko je linija prekinjena, neprekinjeni presledek (prekinjeno vezje, tok ne teče) povzroči, da sprejemni teleprinter neprekinjeno deluje, tudi če ni zaustavitvenih bitov. Pri tem nič ne natisne ker so prejeti znaki enaki nič kot je opredeljeno v ITA2.
Teleprinterska vezja so bila običajno najeta in so bila sestavljena iz običajnih telefonskih kablov, ki so segali od teleprinterja, ki se nahaja na lokaciji stranke, do centrale operaterja. Ta teleprinterska vezja so bila povezana s stikalno opremo v centralni, ki je zagotavljala storitev Telex in TWX. Zasebna vezja teleprinterja niso bila neposredno povezana s stikalno opremo. Namesto tega so bila ta zasebna linijska vezja povezana z omrežnimi zvezdišči in repetitorji, ki so bili konfigurirani tako, da so zagotavljala storitev od točke do točke ali od točke do več točk. Na isto žično vezje je bilo mogoče preko tokovne zanke priključiti več kot dva teleprinterja.
Zgodnji teleprinterji so imeli tri vrstice tipk in so podpirali samo velike črke. Uporabljali so 5-bitno kodo ITA2 in običajno delali s hitrostjo od 60 do 100 besed na minuto. Kasneje so teleprinterji, natančneje Teletype Model 33, začeli uporabljali kodo ASCII, inovacijo, ki je bila v široki uporabi v šestdesetih letih prejšnjega stoletja, ko so računalniki postali širše dostopni.
"Hitrost", ki naj bi bila približno primerljiva z besedami na minuto, je standardni izraz, ki ga je Western Union uvedel za hitrost prenosa podatkov z mehanskim teleprinterjem s 5-bitno kodo ITA2. Ta je bila priljubljena v 40. letih in nekaj desetletij pozneje. Takšen stroj bi poslal 1 začetni bit, 5 podatkovnih bitov in 1,42 zaustavitvenih bitov. Nenavaden čas zaustavitvenega bitja je pravzaprav čas počitka, ki omogoča mehaničnemu tiskarskemu mehanizmu sinhronizacijo v primeru, da prejme popačen signal.  To velja zlasti za visokofrekvenčna radijska vezja, kjer je prisotno selektivno slabljenje. Selektivno slabljenje povzroči, da se amplituda signala poslanega znaka naključno razlikuje od amplitude poslanega presledka. Selektivno slabljenje ali Rayleighovo slabljenje lahko povzroči, da dva nosilca naključno in neodvisno slabita v različne globine.  Ker sodobna računalniška oprema ne more zlahka ustvariti 1,42 bitov za zaustavitveni čas je običajna praksa, da to približamo z 1,5 bita ali pošljemo 2,0 bita, medtem ko sprejemamo 1,0 bitov.
Na primer, "hitrost 60" stroj je bil umerjen na 45,5 baudov (22,0 ms na bit), "hitrost 66" stroj je umerjen na 50,0 baudov (20,0 ms na bit), "hitrost 75" stroj pa 56,9 baudov (17,5 ms na bit), je "hitrost 100" stroj umerjen na 74,2 baud (13,5 ms na bit), "hitrost 133" pa na 100,0 baud (10,0 ms na bit). Hitrost 60 je postal standard za radioamatersko radio RTTY zaradi široke razpoložljivosti opreme s to hitrostjo in omejitve ameriške zvezne komisije za komunikacije (FCC) od leta 1953 do 1972. Telex, je pogosto uporabljal hitrost 66. Zaradi boljših naprav je kasneje prišlo do prehoda na hitrost 75 in 100. Zaradi omejitve prenosa podatkov na visokih frekvencah, različnih popačen, motenj v ionosferi načina širjenja signala je velika večina uporabnikov ostala na hitrosti 60 in 66. Večina avdio posnetkov, ki obstajajo danes, je teleprinterjev, ki delujejo s hitrostjo 60 besed na minuto, in so večinoma Teletype Model 15.
Drugo merilo hitrosti teleprinterjev je bilo skupno število "operacij na minuto (OPM)". Na primer, hitrost 60 je običajno pomenila 368 operacij na minuto, hitrost 66 je pomenila 404 operacij na minuto, hitrost 75 je pomenila 460 operacij na minuto in hitrost 100 je pomenila 600 operacij na minuto. Telex Western Union bili običajno nastavljeni na OPM 390 s skupno 7,0 bitov namesto običajnih 7,42 bitov.
Tako žični kot zasebni teleprinterji so imeli zvonce za signalizacijo pomembnih dohodnih sporočil in so lahko med vklopom zvonili 24 ur na dan, 7 dni v tednu. Na primer, če je pozvonilo štirikrat je pomenilo sporočilo "Nujno"; če je pozvonilo petkrat je bil "Bilten"; in desetkrat je bil FLASH, ki se je uporabljal le za zelo pomembne novice, kot je bil npr. atentat na Johna F. Kennedyja.
Vezje teleprinterja je bilo pogosto povezano s 5-bitnim papirnim trakom (ali "reperforatorjem") in bralnikom, kar je omogočilo, da se je prejeto sporočilo pošiljalo na drugo vezje. Z uporabo te tehnologije so bila zgrajena kompleksna vojaška in komercialna komunikacijska omrežja. Teleprinterski centri so imeli vrste teleprinterjev in velike regale za papirnate trakove, ki so čakali na prenos. Kvalificirani operaterji so lahko prebrali prednostno kodo iz vzorca lukenj in morda celo podali trak "FLASH PRIORITY" v čitalnik medtem ko je ta že vedno prihajal iz luknjača. Redni promet je moral pogosto čakati več ur na ponovno pošiljanje. Številni teleprinterji so imeli vgrajene čitalnike in udarce s papirnatim trakom, kar je omogočalo shranjevanje sporočil v strojno berljivi obliki in urejanje zunaj omrežja.
Pogosta je bila tudi komunikacija po radiu, znana kot radioteleprinter ali RTTY, zlasti med vojaškimi uporabniki. Ladje, poveljniška mesta (mobilne, stacionarne in celo letalske) in logistične enote so izkoristile sposobnost operaterjev, da so z minimalnim usposabljanjem poslali zanesljive in natančne informacije. Radioamaterji še naprej uporabljajo ta način komunikacije, čeprav večina uporablja generator zvoka z računalniškim vmesnikom in ne z zastarelo strojno oprema teleprinterja. V radioamaterski skupnosti se uporabljajo številni načini, od prvotnega formata ITA2 do sodobnejših, hitrejših načinov, ki vključujejo preverjanje napak znakov.

### Kontrolni znaki
Pisalni stroj ali elektromehanski tiskalnik lahko natisne znake na papir in izvede postopke, kot je premik nosilca nazaj na levi rob iste vrstice ( vrnitev nosilca ), pomik v isti stolpec naslednje vrstice ( pomik vrstic ) itd. . Ukazi za nadzor nad tiskarskimi operacijami so bili poslani popolnoma enako kot znaki, ki jih je mogoče tiskati. V sodobnem računalništvu in komunikacijah je nekaj nadzornih znakov, kot sta vrnitev nosilca in podajanje črt, ohranilo svoje prvotne funkcije (čeprav se pogosto uporabljajo v programski opremi in ne z aktiviranjem elektromehanskih mehanizmov za premikanje fizičnega nosilca tiskalnika), medtem ko mnogi drugi niso več potrebni in se uporabljajo za druge namene.

### Odgovorni mehanizem
Nekateri teleprinterji so imeli tipko "Tukaj je", ki je oddajala fiksno zaporedje 20 ali 22 znakov. Če je bilo omogočeno, se lahko to zaporedje prenese tudi samodejno po prejemu signala ENQ (control E).   Sistem se je pogosto uporabljalo za identifikacijo postaje; operater lahko pritisne tipko, da pošlje identifikator postaje na drugi konec, ali pa lahko oddaljena postaja sproži njegov prenos tako, da pošlje znak ENQ in v bistvu vpraša "kdo ste?"

## Proizvajalci

### Creed & Company
Britansko podjetje Creed &amp; Company je izdelalo teleprinterje GPO, ki je ponujalo teleprinterske storitve. 
- Creed model 7 (teleprinter za tiskanje strani, predstavljen leta 1931)
- Creed model 7B (teleprinter za tiskanje strani s 50 baudi)
- Creed model 7E (teleprinter za tiskanjem strani)
- Creed model 7 / TR (teleprinter z reperforatorjem)
- Creed model 54 (teleprinter za tiskanje strani, predstavljen leta 1954)
- Creed model 75 (teleprinter za tiskanje strani, predstavljen leta 1958)
- Creed model 85 (tiskarski reperforator predstavljen leta 1948)
- Creed model 86 (tiskalni reperforator z 7/8 "širokim trakom)
- Creed model 444 (teleprinter za tiskanje strani, predstavljen leta 1966 - GPO tip 15)

### Laboratoriji Kleinschmidt
Leta 1931 je Edward Kleinschmidt ustanovil Kleinschmidt Labs z namenom, da bi razvil drugačen tip teleprinterja. Leta 1944 je Kleinschmidt vojaškim vezističnim enotam predstavil prenosni teleprinter, leta 1949 pa je bila njihova zasnova sprejeta za potrebe vojske. Leta 1956 se je laboratorij Kleinschmidt združil s Smith-Corono, ki se je nato združila z Marchant Calculation Machine Co., ki je ustanovila korporacijo SCM. Do leta 1979 se je oddelek Kleinschmidt spremenil v zelo uspoešno podjetje Electronic Data Interchange.
Stroji Kleinschmidt, katerih glavni uporabnik je bila vojska, so za svoje stroje uporabljali standardne vojaške oznake. Teleprinter je bil identificiran z oznakami, kot je TT-4 / FG, medtem ko so komunikacijski "sklopi", katerih del je lahko teleprinter, običajno uporabljali standardni sistem označevanja vojske/mornarice, kot je AN / FGC-25. Mednje spada Kleinschmidtov teleprinter TT-117 / FG in tračni reperforator TT-179 / FG.

### Morkrum
Morkrum je prvi zgradil sistem tiskarskega telegrafa za Postal Telegraph Company v Bostonu in New Yorku leta 1910.  Postal je priljubljen pri železnicah, Associated Press pa je njihov sistem začel uporabljati leta 1914.   Podjetje Morkrum se je združilo s konkurenčnim podjetjem Kleinschmidt Electric Company s čimer je nastal korporacija Morkrum-Kleinschmidt, ki se je kasneje preimenovala v korporacijo Teletype.  

### Olivetti
Italijanski proizvajalec pisarniške opreme Olivetti (približno 1908) je začel izdelovati teleprinterje, da bi italijanskim poštam omogočil sodobno opremo za pošiljanje in sprejemanje telegramov. Prvi modeli so tiskali na papirnati trak, ki so ga nato razrezali in zlepili v telegramske obrazce.
- Olivetti T1 (1938–1948)
- Olivetti T2 (1948–1968)
- Olivetti Te300 (1968–1975)
- Olivetti Te400 (1975–1991)

### Siemens & Halske
Siemens &amp; Halske, kasneje Siemens AG, nemško podjetje ustanovljeno leta 1897.
- Teleprinter Model 100 Ser 1 (konec petdesetih let) - Uporablja se je za storitev Telex [29]
- Teleprinter Model 100 Ser. 11. - Kasnejša različica z manjšimi spremembami
- Teleprinter Model T100 ND (single current) NDL (double current) modeli
- Teleprinter Model T 150 (elektromehanski)
- Brezžični trak za ustvarjanje sporočil
- Teleprinter T 1000 elektronski teleprinter (na osnovi procesorja) 50-75-100 Bd. Priključki za luknjalnik in bralne trakove Model ND / NDL / SEU V21
- Teleprinter T 1000 Uporabljale so jih novinarske redakcije
- Elektronski teleprinter T 1200 (na osnovi procesorja) 50-75-100-200 Bd.Zeleni LED-besedilni zaslon, 1,44M 3,5 "disketa (" trda ")
- PC-Telex Teleprinter z namenskim matričnim tiskalnikom povezan z združljivim računalnikom IBM (kot ga uporablja Telkom South Africa)
- T4200 Teletex Teleprinter z dvema disketnima pogonoma in črno-belim monitorjem (DOS2)

### Teletype Corporation
Teletype Corporation je bila del ameriške telefonske in telegrafske družbe Western Electric od leta 1930, ustanovljena je bila leta 1906 kot družba Morkrum Company. Leta 1925 je združitev podjetij Morkrum in Kleinschmidt Electric Company nastalo podjetje Morkrum-Kleinschmidt. Ime je bilo decembra 1928 spremenjeno v Teletype Corporation. Leta 1930 je ameriško telefonsko in telegrafsko podjetje kupilo družbo Teletype Corporation in tako postalo hčerinsko podjetje Western Electric . Leta 1984 je bilo ime in logotip Teletype nadomeščeno z imenom in logotipom AT&T, s čimer je stara blagovna znamka ugasnila.  Zadnji ostanki podjetja Teletype Corporation so prenehali obstajati leta 1990 s čimer je dokončnu ugasnilo podjetje, ki se je uokvarjalo s teleprinterji. Kljub dolgotrajnemu statusu blagovne znamke se je beseda Teletype v splošni rabi pojavila v novičarski in telekomunikacijski industriji. Zapisi urada za patente in blagovne znamke ZDA kažejo, da je blagovna znamka potekla in se šteje za mrtvo. 
Teletype stroji so bili ponavadi veliki, težki in izjemno robustni, z možnostjo neprekinjenega delovanja več mesecev naenkrat, če so bili pravilno vzdrževani.  Model 15 izstopa kot eden redkih strojev, ki je ostal v proizvodnji vrsto let. Predstavljen je bil leta 1930 in je ostal v proizvodnji do leta 1963, kar je skupno 33 let neprekinjene proizvodnje. Le malo tako zapletenih strojev se je lahko kosalo s tem rekordom. Proizvodnja je bila nekoliko razvlečena zaradi druge svetovne vojne - model 28 naj bi nadomestil model 15 sredi 40-ih let, vendar je Teletype med drugo svetovno vojno zgradil toliko tovarn za proizvodnjo modela 15, zato je bilo bolj ekonomično nadaljevati izdelavo modela 15.
- Model 15 = različica Baudot, 45 Baud, opcijski tiskalnik traku in čitalnik
- Model 28 = različica Baudot, 45-50-56-75 Baud, opcijski tiskalnik traku in čitalnik
- Model 32 = majhen lahek stroj (poceni izdelava) 45-50-56-75 Baud, opcijski tiskalnik traku in čitalnik
- Model 33 = enak kot model 32, vendar za 8-nivojski ASCII-plus-paritetni bit, uporabljal se je kot računalniški terminal, opcijski tiskalnik traku in čitalnik
- Model 35 = enak kot model 28, vendar za 8-nivojski ASCII-plus-paritetni bit, ki se uporablja kot računalniški terminal, opcijski tiskalnik traku in čitalnik
- Model 37 = izboljšana različica modela 35, večje hitrosti do 150 baudov, opcijski tiskalnik traku in čitalnik
- Model 38 = podoben modelu 33, vendar za papir 132 char./line (širok 14 palcev), opcijski tiskalnik traku in čitalnik
- Model 40 = nov sistemski procesor, zaslon z zaslonom, mehanski "verižni tiskalnik"
- Model 42 = nov poceni proizvodni stroj Baudot, ki nadomešča model 28 in model 32, papirni trak
- Model 43 = enak, vendar za 8-nivojski ASCII-plus-paritetni bit, ki nadomesti Model 33 in Model 35, papirni trak

Več različnih hitrih tiskalnikov, kot je "Ink-tronic" itd.

### Gretag
Teleprinter Gretag ETK-47, ki ga je leta 1947 v Švici razvil Edgar Gretener, uporablja 14-bitno prenosno metodo start-stop, podobno 5-bitni kodi, ki jo uporabljajo drugi teleprinterji. Namesto bolj ali manj poljubnega preslikave med 5-bitnimi kodami in črkami v latinični abecedi so vsi znaki (črke, številke in ločila), ki jih natisne ETK, sestavljeni iz 14 osnovnih elementov na tiskalni glavi, zelo podobno kot 14 elementov na sodobnem štirinajstsegmentnem zaslonu, od katerih je vsak med oddajanjem neodvisno izbran z enim od 14 bitov. Ker ne uporablja fiksnega nabora znakov, temveč gradi znake iz manjših elementov, tiskalni element ETK ne zahteva spreminjanja za preklapljanje med latinico, cirilico in grščino.    

## Telex
Globalno teleprintersko omrežje, imenovano " omrežje Telex ", je bilo razvito v poznih dvajsetih letih 20. stoletja in je bilo večino 20. stoletja uporabljeno za poslovne komunikacije. Glavna razlika od običajnega teleprinterja je, da Telex vključeval usmerjevalno omrežje (centrala), ki je prvotno temeljilo na pulznem telefonskem klicanju, ki ga je v ZDA zagotavljal Western Union. AT&T je razvil konkurenčno mrežo, imenovano " TWX ", ki je sprva uporabljala tudi rotacijsko klicanje in Baudotovo kodo, uporabnik je teleprinter priklopil na bakrene parice. TWX je kasneje dodal drugo storitev, ki je temeljila na ASCII z uporabo modemov tipa Bell 103, ki se uporabljajo prek linij, katerih fizični vmesnik je bil enak običajnim telefonskim linijam. V mnogih primerih je storitev TWX zagotavljala ista telefonska centrala, kot pri klasičnih govornih klicih. Telex se v nekaterih državah še vedno uporablja za nekatere aplikacije kot so ladijski promet, novice, poročanje o vremenu in vojaško poveljevanje. Številne poslovne aplikacije so se preselile na internet, saj je večina držav ukinila storitve telex / TWX.

## TTS
Poleg 5-bitne Baudotove kode in kasnejše sedem bitne kode ASCII je obstajala še šest-bitna koda, znana kot Teletypesetter code (TTS)  ki so jo uporabljale za novice. Prvič je bil predstavljen leta 1928, v petdesetih letih pa se je začela uporabljati.  Z uporabo kod "shift in" in "shift out" bi ta šestbitna koda lahko predstavljala celoten nabor velikih in malih črk, števk, simbolov, ki se pogosto uporabljajo v časopisih, in navodil za postavitev, kot je "flush left" ali "center" in celo "pomožna pisava", da preklopite v ležeče ali krepko pisavo in nazaj na rimsko ("zgornja tirnica"). 
TTS ustvari poravnano besedilo ob upoštevanju širine znakov in širine stolpca ali dolžine vrstice.
Na naročniških mestih je bil nameščen stroj Model 20 Teletype z luknjačem za papirni trak ("reperforator"). Prvotno so ti stroji preprosto prebijali papirnate trakove ki jih je bilo nato mogoče brati s čitalnikom trakov, pritrjenim na "operativno enoto Teletypesetter", nameščeno na stroju Linotype . "Delovna enota" je bila v bistvu čitalnik traku, ki je sprožil mehansko škatlo, ta pa je upravljala tipkovnico in druge kontrole Linotypa kot odziv na kode, prebrane s traku, in tako ustvarjala vrsto za tiskanje v časopisih in revijah. 
To je omogočilo višje stopnje proizvodnje Linotypa in je bilo uporabljeno tako lokalno, kjer je bil trak najprej preluknjan in nato doveden v stroj, pa tudi na daljavo z uporabo tračnih oddajnikov in sprejemnikov.
Oddaljena uporaba je imela ključno vlogo pri distribuciji enake vsebine, kot so sindicirani stolpci, novice tiskovnih agencij, tajno oglaševanje in drugo, v različnih publikacijah na širokih geografskih območjih.
V poznejših letih je bil dohodni 6-bitni signal tokovne zanke, ki nosi kodo TTS, povezan z miniračunalnikom ali glavnim računalnikom za shranjevanje, urejanje in morebitno dovajanje v stroj za nalaganje fotografij.

## Teleprinterji v računalništvu
Računalniki so od začetka računalništva uporabljali teleprinterje kot vhodno in izhodno enoto. Čitalniki udarnih kartic in hitri tiskalniki so v večini primerov zamenjali teleprinterje vendar so se teleprinterji še naprej uporabljali kot interaktivni prikazovalnik dokler video zasloni niso postali široko dostopni konec sedemdesetih let.
Uporabniki so ukaze vnesli po tiskanju pozivnega znaka. Tiskanje je bilo enosmerno; če je uporabnik hotel izbrisati tiskano, so bili natisnjeni nadaljnji znaki, ki označujejo, da je bilo prejšnje besedilo preklicano. Ko so bili video zasloni prvič na voljo, je bil uporabniški vmesnik na začetku popolnoma enak kot pri elektromehanskem tiskalniku; drage in redke video terminale je mogoče zamenjati s teleprinterji. To je izvor besedilnega terminala in vmesnika ukazne vrstice .
Papirni trak je bil včasih uporabljen za vnos podatkov v računalnik zajem podatkov, ki so prihajali iz računalnika. Priljubljeni model Teletype 33 je namesto baudove uporabljal 7-bitno kodo ASCII (z osmim bitom parnosti). Skupne nastavitve modemskih komunikacij, bit / zagon / zaustavitev in parnost, izvirajo iz obdobja teleprinterjev.
V zgodnjih operacijskih sistemih, kot je Digital RT-11, so bile serijske komunikacijske linije pogosto povezane s teleprinterji naprave v njih so bile označene s kratico tt . To in podobne konvencije so sprejeli številni drugi operacijski sistemi. Unix in Unixu podobni operacijski sistemi uporabljajo predpono tty, na primer /dev /tty13 ali pty (za psevdo-tty), na primer /dev /ptya0 . V mnogih računalniških kontekstih je "TTY" postalo ime za kateri koli tekstovni terminal, na primer za zunanjo konzolno napravo, uporabnika, ki pokliče v sistem prek modema na napravi s serijskimi vrati, tiskalniški ali grafični računalniški terminal na serijskih vratih računalnika ali RS-232 vhod na pretvorniku USB-RS-232, ali pa celo terminalni emulator zahtevek v sistemu windows z uporabo psevdoterminalne naprave.
Teleprinters so uporabljali tudi za snemanje izpisov napak in drugih informacij v nekaterih telefonskih centralah TXE.

## Zastarelost teleprinterjev
Čeprav je tiskanje novic, sporočil in drugega besedila na daljavo še vedno univerzalno je namenski teleprinter, vezan na par najetih bakrenih žic, zaradi faksa, osebnega računalnika, brizgalnega tiskalnika, elektronske pošte in interneta postal funkcionalno zastarel.
V osemdesetih letih je žepni radio postal najpogostejša oblika digitalne komunikacije. Kmalu so bili razviti elektronski vmesniki, kot je AEA PK-232, ki lahko pošiljajo in sprejemajo ne samo paketne temveč tudi različne druge vrste modulacije vključno z Baudotom. To je omogočilo, da je domači ali prenosni računalnik zamenjal teleprinterske naprave, kar je prihranilo denar, zapletenost sistema, prostor in ogromno količine papirja, ki so ga uporabljali mehanski stroji.
Posledično je do sredine devetdesetih let amaterska uporaba dejanskih teleprinterjev upadla, čeprav jedro "puristov" še vedno deluje na opremi, ki je bila prvotno izdelana v štiridesetih, petdesetih, šestdesetih in sedemdesetih letih.
Kljub zastarelosti teleprinterjev v 21. stoletju se njihov značilen zvok še naprej predvaja v ozadju novic na newyorški radijski postaji WINS in Philadelphiski postaji KYW, tradicije, ki sega v sredino šestdesetih let.

## Poglej tudi
- "Teletype Messages Sent Through Switch Board", Popular Mechanics, april 1932. AT&T ponuja dvosmerno storitev prek stikalnih plošč
- A.G. Hobbs, G8GOJ; E.W. Yeomanson, G3IIR; A.C. Gee, G2UK (1983). Teleprinter handbook (2. izd.). RSGB. ISBN 0-900612-59-2.0-900612-59-2
- Foster, Maximilian (september 1901). »A Successful Printing Telegraph«. The World's Work. Zv. II, št. 5. New York, NY: Doubleday, Page & Co. str. 1195–1200. Pridobljeno 29. aprila 2012.{{navedi revijo}}:  Vzdrževanje CS1: samodejni prevod datuma (povezava)
- Gannon, Paul (2006). Colossus: Bletchley Park's Greatest Secret. London. ISBN 978-1843543312.978-1843543312  o vlogi kode teleprinterja v drugi svetovni vojni

- Poročilo iz prve roke o zgodnjih letih korporacije Teletype Arhivirano 2009-03-12 na Wayback Machine.
- Galerija slik Teletype Arhivirano 2021-05-13 na Wayback Machine.
- Zgodovina razvoja pisateljske pisave RA Nelson
- "Nekaj opomb o korporaciji Teletype"
- Mass.gov: razlaga TTY in najboljše vladne prakse za uporabo TTY

### Patenti
- U.S. Patent 1.665.594 "Telegraph printer" (Type 12 Teletype), vložen junija 1924, izdan aprila 1928
- U.S. Patent 1.745.633 "Telegraph receiver" (Type 14 Teletype), vložen decembra 1924, izdan februarja 1930
- U.S. Patent 1.904.164 "Signalling system and apparatus therefor" (Type 15 Teletype) – vložen julija 1930, izdan aprila 1933
- U.S. Patent 3.507.997 "Frequency-Shift Teletypewriter" – vložen avgusta 1966, izdan aprila 1970